# 蒂约芬·贝尔曼
蒂约芬·贝尔曼（Tjorven Bellmann，1972年出生），德国政治事务官员、外交官。2022年至2024年期间担任德国外交部政治部主任。自2024年起，与丈夫马蒂亚斯·吕滕贝格（Matthias Lüttenberg）共同出任德国驻加拿大大使。

## 生平
贝尔曼曾在汉堡大学攻读伊斯兰研究、历史学和欧洲政治学，并在大马士革及布鲁日的欧洲学院进修。她曾在德国贝鲁特东方研究所和联合国近东巴勒斯坦难民救济和工程处（UNRWA）黎巴嫩实地办事处实习。2000年至2002年间，任欧盟委员会驻以色列特拉维夫代表团助理专家。
2013年起，贝尔曼开始担任与德国安全政策相关的各类职务。2017年7月，她被任命为安全政策与北约部门负责人。
2019年7月，贝尔曼临时担任外交部专员，随后于2020年5月晋升为安全政策专员。自2021年1月起，她在该部门2-B-1处工作，同时负责与英国、北美及EFTA国家的双边关系。
2022年1月，贝尔曼被外交部长安娜莱娜·贝尔伯克任命为政治主管，享有国务秘书级别。在此职位上，她领导外交部政治司，负责协调德国在欧盟共同外交政策框架内的外交事务，以及处理与北美、东欧和中亚的关系。她由此成为贝尔伯克的核心顾问之一。2024年夏季，该职位由京特·绍特接任。
2024年夏季，贝尔曼与丈夫马蒂亚斯·吕滕贝格就任德国驻加拿大大使馆大使。两人以各任职八个月的方式共享该职务， 这种共享大使职位的模式德国此前曾在瑞典、斯洛文尼亚使馆及驻蒙特利尔领事馆试行。